# Кирил Гумнеров
Кирил Владимиров Гумнеров е български политик и икономист, председател и съучредител на партия „Нация“. Народен представител от парламентарната група на „Атака“ (14 юли 2009 – 26 май 2011), а след това като независим (26 май 2011 – 14 март 2013) в XLI народно събрание. Той е общински съветник, последно излъчен от „Партия на българските социалдемократи“ в Общински съвет – Ловеч (от 2007 г.).

## Биография
Кирил Гумнеров е роден на 3 август 1969 г. в град Пазарджик, Народна република България. Завършва Френската езикова гимназия във Враца, а след това висше образование в Икономически университет – Варна.

## Политическа дейност
Започва своята политическа дейност като областен председател на младежкото СДС в Ловеч. Член на Националния съвет на МСДС и Областния съвет на СДС – Ловеч. Напуска партията по собствено желание.
След създаването на партия „Атака“ е избран в националното ръководство. Става общински председател на „Атака“ в Ловеч, а малко по-късно и областен председател.
През 2012 г. създава национална патриотична коалиция „Не на ЕС“, а през 2021 г. учредява партия „Нация“, с която многократно се явява на национални и на местни избори.